# Zhoř u Mladé Vožice
Zhoř u Mladé Vožice település Csehországban, a Tábori járásban. Zhoř u Mladé Vožice Oldřichov, Řemíčov, Nová Ves u Mladé Vožice és Mladá Vožice településekkel határos. Lakosainak száma 108 fő (2024. január 1.).

## Népesség
A település lakosságának változását az alábbi diagram mutatja:
| Lakosok száma | 238  | 194  | 204  | 145  | 94   | 99   | 101  | 104  | 103  | 108  |
|               | 1869 | 1900 | 1921 | 1961 | 1980 | 2011 | 2016 | 2019 | 2021 | 2024 |